# Провіденсія (Чилі)
Провіденсія (ісп. Providencia) — комуна в Чилі. Одна з міських комун міста Сантьяго. Входить до складу провінції Сантьяго і Столичного регіону.

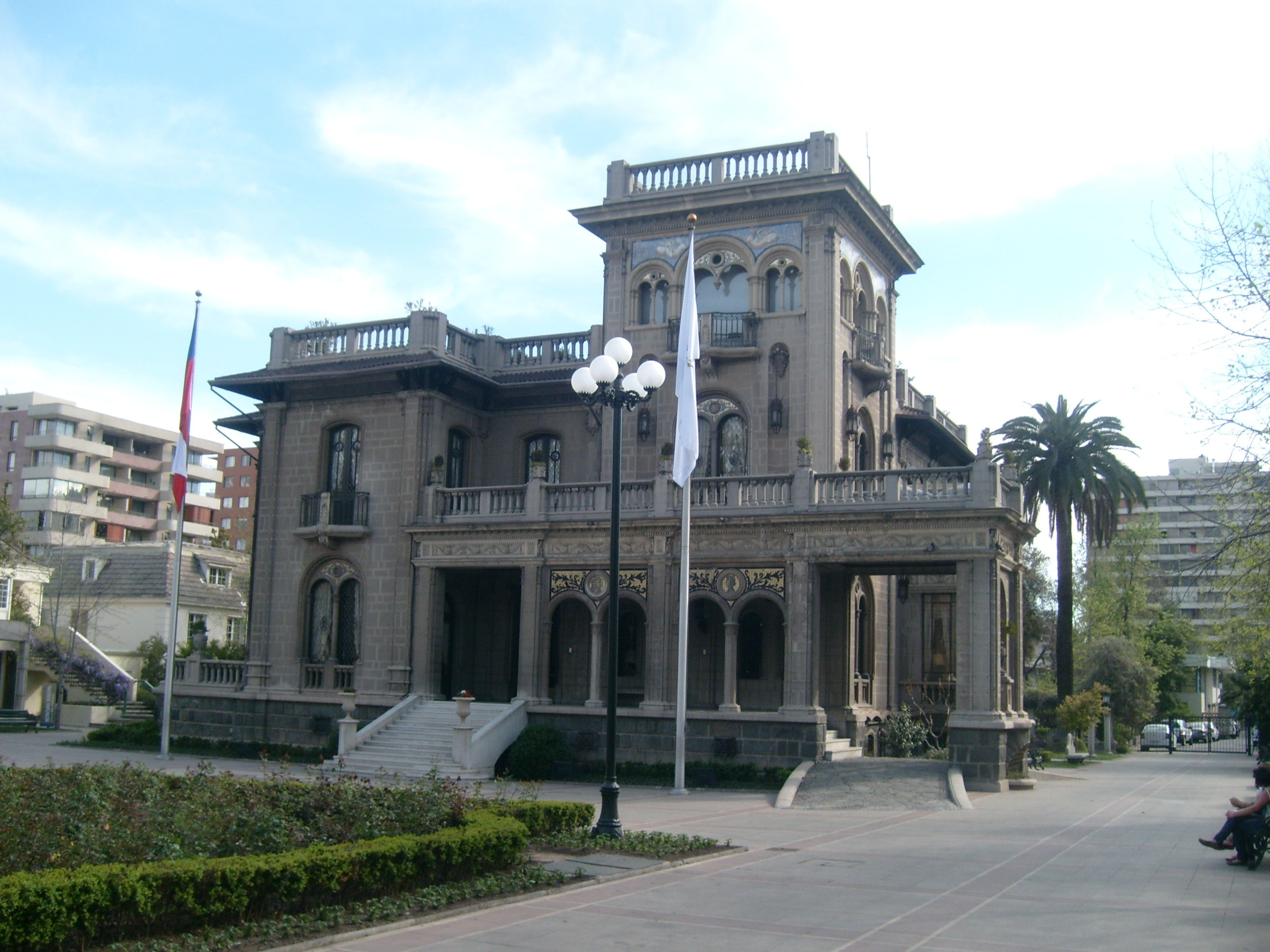
Палац Фалабелла, ратуша.

Територія — 14,3 км². Чисельність населення - 142 079 мешканців (2017). Щільність населення - 9935,6 чол./км².

## Розташування
Комуна розташована на північному сході міста Сантьяго.
Комуна межує:
- на півночі - з комуною Вітакура
- на північному сході - з комуною Лас-Кондес
- на сході — з комуною Ла-Рейна
- на півдні - з комуною Нюньйоа
- на південному заході — з комуною Сантьяго
- на північному заході — з комуною Реколета